# Libreria delle donne di Firenze
La libreria delle donne di Firenze è stata una libreria attiva dal 1979 al 2018 nel capoluogo toscano. Era un luogo della cultura femminista italiana e internazionale. Ha contribuito alla fondazione della Rete Lilith nazionale e all'avvio del centro antiviolenza Artemisia di Firenze.

## Storia
Fondata da un gruppo di donne nel 1979, si ispirava alle librerie di donne in Italia nate in quegli anni. Aperta nel centro storico di Firenze, in via Fiesolana 2B, per la gestione commerciale fu scelta la forma cooperativa. Le socie della Cooperativa delle donne erano all'inizio circa quaranta, diverse per età, formazione culturale e pratica politica. Il gruppo ha mantenuto come impegno prioritario almeno un turno volontario settimanale per l'apertura del negozio.
In 40 anni di presenza ha sviluppato relazioni in città e fuori con donne del movimento femminista e non, con artiste, con associazioni e collettivi locali e nazionali, con librerie delle donne, con riviste e case editrici ma anche con enti pubblici come la Regione Toscana e le Commissioni pari opportunità,con organismi di vari comuni tra cui Firenze, Livorno, Prato, con sindacati come l'FLM, con l'Università di Firenze e Siena, con l'Ospedale psichiatrico di San Salvi. Rapporti anche con gruppi internazionali, come: The International Information Centre and Archives for the Women's Movement IIAV e Duoda, Universidad de Barcelona.
Nella storica sede della libreria chiusa nel giugno 2018, oggi prosegue le sue attività culturali l'Associazione Fiesolana 2B, che gestisce anche una Biblioteca femminista aperta al pubblico.

### Archivio
Dopo lo scioglimento della cooperativa, il fondo archivistico della Libreria delle donne è conservato oltre che presso l'associazione Fiesolana 2B anche presso altre sedi: all'Archivio storico del comune di Firenze, dove il fondo è consultabile on line; alla Camera di Commercio e alla Biblioteca comunale delle Oblate. Nell'ambito di Archivissima, evento nazionale degli archivi, che si è svolto on line in giugno 2020, è stato presentato un video che documenta attraverso immagini tratte dal fondo archivistico LDF la storia della libreria delle donne. L'Archivio storico del Comune di Firenze ha pubblicato nel 2021 una selezione dei manifesti consultabili nel fondo Manifesti e carte 1979-2019 dal fondo Libreria delle donne di Firenze dell’Archivio storico del Comune di Firenze

## Attività
La libreria si era specializzata nella diffusione di opere di narrativa e saggistica di autrici di ogni tempo e paese, con particolare attenzione a testi di teoria e pratica femminista.
Ha promosso presentazioni di testi e ricerche, cicli di incontri sulla scrittura, mostre, convegni in collaborazione con donne e gruppi di donne, con enti pubblici e privati. Le attività della libreria hanno curato raccolte e diffusione di materiali documentari prodotti da varie case editrici delle donne, riviste e librerie delle donne, tra cui la libreria delle donne di Roma e la Libreria delle donne di Milano.
È stata sede del servizio legale gratuito del sabato mattina e del gruppo di self help di donne che hanno subito abusi sessuali intrafamiliari, di Linea Lesbica Fiorentina, de l'Amandorla. È stata incubatrice di altri gruppi di donne.
Ha avuto una attività editoriale propria, pubblicando testi letterari e ricerche originali, come quelle fatte in collaborazione col Centro Documentazione Donna sull'immaginario erotico femminile o sul viaggio. Ha promosso varie mostre di artiste nella propria sede e organizzato la collettiva Il Design delle donne, al Museo dell'arredo contemporaneo di Ravenna. Ha realizzato mostre sulla rappresentazione fotografica come: Erotica, con 21 fotografe; Il traguardo dell'amore, foto di matrimoni del '900 raccolte in vari archivi; Oltre la posa, fotografie dall'Archivio Alinari.
Nel tempo ha raccolto un consistente patrimonio documentario relativo al movimento femminista fiorentino, italiano e internazionale dagli anni settanta del Novecento in poi.
Dal 1984 ha aperto il centro documentazione FILI con un servizio di consultazione e prestito aperto al pubblico. Il Centro ha gestito progetti di formazione e gestione di attività documentarie in ambito europeo (NOW) regionale e locale. FILI ha svolto attività di formazione informatica e telematica e di innovazione nei linguaggi documentari e biblioteconomici in un'ottica di genere. anche collaborando allo sviluppo del thesaurus Linguaggiodonna. Il punto di ascolto sulla musica delle donne, ha portato a una raccolta di inediti di musiciste contemporanee..
Ha partecipato al comitato per l'inviolabilità del corpo femminile, promosso nel 1988 dall'assessore Catia Franci con delega al Progetto donna del comune di Firenze. Ha partecipato al gruppo Tempi del Consiglio delle Donne del Comune di Firenze. Dal 1997 al 2008 con l'ufficio Tempi e Spazi e la rete civica del Comune di Prato ha promosso e gestito la redazione del sito Web Tempi e Spazi e curato, presso la Biblioteca Lazzerini di Prato, il fondo documentario specializzato TESP

## Pubblicazioni
La libreria ha svolto una attività editoriale pubblicando testi, cataloghi, bibliografie, consigli di lettura. Lungo alcuni filoni:

### Testi di narrativa
- Elizabeth Barrett Browning, Sonetti dal portoghese, a cura di Liana Borghi con la traduzione di Rina Sara Virgillito, Firenze, Libreria delle donne, 1986, SBN CFI0013216.
- Costanza Caglià, L'amore con Erode, a cura di Isolina Baldi, Firenze, La libreria delle donne, 1983, SBN CFI0376532. Il romanzo è stato sceneggiato e rappresentato in teatro[23]. È stato riedito nel 2001 da CRT di Pistoia.
- Charlotte Perkins Gilman, La carta gialla, Firenze, Libreria delle donne, 2008.

### Atti di convegni e corsi di formazione
- Libreria delle donne, Centro di Documentazione Donna, I labirinti dell'eros : incontro di donne sull'immaginario erotico femminile, [S.l., s.n.], stampa 1985. (Bagno a Ripoli & Piccardi).
- Die Liebesreise oder Der Mythos des süßen Wassers: Ausländerinnen im Italien des 19. Jahrhunderts, Bremen, Zeichen u. Spuren, 1988 Trad. di: Viaggio e scrittura: atti del convegno, Firenze, 1986.
- Liana Borghi, Nicoletta Livi Bacci, Uta Treder (a cura di), Viaggio e scrittura : le straniere nell'Italia dell'Ottocento, Firenze ; Moncalieri, Libreria delle donne ; Cirvi, c1988 (Biblioteca del viaggio in Italia Atti del convegno, Firenze, dicembre 1986, ISBN 8877600276.
- Centro Documentazione Donna e Libreria delle Donne, Tra nostalgia e trasformazione : atti dei seminari: il viaggio/le donne tra nostalgia e trasformazione Firenze marzo/maggio 1986, Firenze, Centro Documentazione Donna, 1987.
- Associazione Artemisia, Cooperativa delle donne, WOW-Women on work onlus; con il contributo dei Centri della Rete donne in Toscana, www.donne.toscana.it : formazione a distanza e creazione di nuovi lavori : intrecci tra nuove tecnologie e cultura delle donne : programma di iniziativa regionale PIR 2000/2001 Innovazione formativa a sostegno del lavoro, [Firenze, Associazione Artemisia : Cooperativa delle donne : WOW-Women on work onlus], stampa 2001.

### Cataloghi di mostre
- Libreria delle donne di Firenze, Design delle donne : [catalogo della mostra], Milano, A. Mondadori Arte, c1991.[24]
- Libreria delle Donne di Firenze (a cura di), Erotica : 21 fotografe rappresentano l'immaginario erotico, Firenze, Libreria delle donne, 1984.
- Libreria delle Donne (a cura di), Oltre la posa : immagini di donne negli archivi Alinari, Firenze, Alinari, 1984 Mostra fotografica, Livorno, luglio 1984.
- Francesca Gordigiani, Nicoletta Livi Bacci, Anna Luppi della Libreria delle donne di Firenze (a cura di), I traguardi dell'amore: foto di nozze 1920-1980, in Dal dovere all'amore: la donna nella famiglia che cambia, Livorno, Belforte, 1986,  pp. 192-210.

### Materiali informativi
- Il gioco dell'oca / grafica Chiara Rapaccini, Stampato da Comune di Firenze, Progetto Donna, 8 marzo 1987.
- L'Amandorla e Libreria delle donne (a cura di), Pagine rosa : i luoghi delle donne, Firenze, Comune di Firenze, 1990.
- Libreria delle donne di Firenze e Commissione per l'inviolabilità del corpo femminile (a cura di), SessS.O.S : manuale di prevenzione e di istruzioni contro la violenza sessuale, Firenze, Comune di Firenze, 1990.
- Roberta Vannucci e Giuliana Cecconi (a cura di), La musica delle donne 1994: le date e i luoghi, Firenze, Libreria delle donne, 1984.
- Piera Codognotto, Emilia Mazzei, Francesca Moccagatta (a cura di), Le riviste femministe dal 1970 a oggi: catalogo, Firenze, Libreria delle donne, 1982 Bollettino monografico.